# Cayaponia pilosa
Cayaponia pilosa är en gurkväxtart som först beskrevs av Vell., och fick sitt nu gällande namn av Célestin Alfred Cogniaux. Cayaponia pilosa ingår i släktet Cayaponia och familjen gurkväxter. Inga underarter finns listade i Catalogue of Life.